# Contea di Fermanagh
Fermanagh (/fərˈmænə/; in irlandese Fhear Manach, anche Fir Manach) è una contea storica d'Irlanda.
Il suo territorio appartiene al Regno Unito ed è una delle sei contee dell'Ulster che al tempo dell'indipendenza da Londra costituirono l'Irlanda del Nord.
Dal 1974 non ha più alcuno status amministrativo benché abbia mantenuto per i successivi 41 anni una propria valenza politica in quanto il suo territorio, fino al 2015, coincise quasi interamente con il distretto di Fermanagh.
Nel 2015 tale ultima unità amministrativa è confluita nell'attuale distretto di Fermanagh e Omagh.
Il centro più importante, e capoluogo storico della contea, è Enniskillen.
Al momento della sua cessazione come contea Fermanagh aveva un'estensione di 1691 km²; al 2011 vantava 61 170 abitanti.

## Araldica civica
Il nome Fermanagh deriva dal gaelico irlandese Fir Manach o Fear Manachì che significa "uomini di Manach". I Manach o Manaigh erano presumibilmente l'antica popolazione celtica che abitava l'area prima dell'insediamento della famiglia Maguire.
Lo stemma del Fermanagh storico è fortemente legato alla sua cittadina principale, Enniskillen. All'interno di uno scudo è infatti raffigurato l'Enniskillen Castle posto al centro di un disegno quadripartito, lateralmente di verde (a raffigurare i terreni e le colline verdi) e che divide un campo di barre ondulate azzurre e bianche che probabilmente simboleggiano i due Lough Erne che proprio ad Enniskillen si dividono. 
La versione più complessa, adottata anche dall'attuale Distretto di Fermanagh, prevede dei tassi come supporto, sormontati dalla caratteristica mano dell'Ulster rossa in campo giallo, ed una corona con dei trifogli d'Irlanda (shamrock) sormontata dal caratteristico stemma della storica famiglia Maguire.

## Geografia fisica
Il Fermanagh confina con le contee di Tyrone a nord-est; Monaghan a sud-est, Cavan a sud-ovest, Leitrim ad ovest e Donegal a nord-ovest. La county town, Enniskillen, è l'abitato maggiore ed è situato al centro della contea.
Il Fermanagh è principalmente rurale ed è formato pressoché interamente dal bacino del fiume Erne. Gran parte del territorio è occupato da due laghi tra loro collegati: l'Upper ed il Lower Lough Erne, con un'estensione di acqua di 1851 km². La distanza media dalla contea è di 120 km da Belfast e 160 da Dublino.

### Orografia

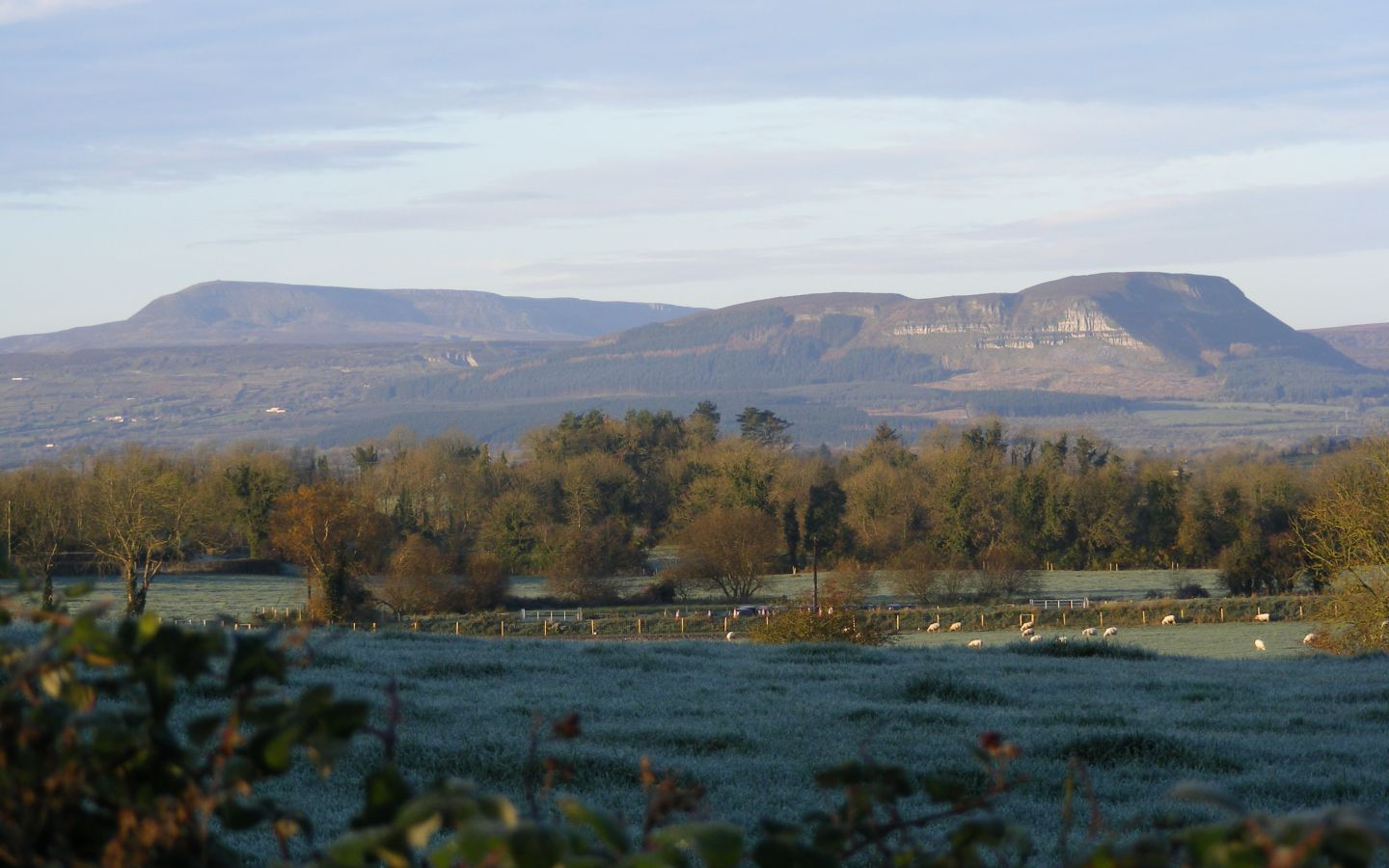
Il Cuilcagh ed il Benaughlin

Gran parte del territorio del Fermanagh è contraddistinto da un paesaggio dolce e collinare. In genere si tratta di terreno poco produttivo ma che offre buoni pascoli ed in particolare suggestivi panorami, soprattutto nella zona dell'Erne. I principali rilievi solo il Cuilcagh, che è la vetta più alta (665 metri) e segna il confine con Cavan e Leitrim, seguito dal Belmore (398 metri) dalla caratteristica sagoma che delinea i panorami della contea e di Enniskillen, il Benaughlin, il Glenkeel, il North Shean , il Tappahan, il Carnmore. Da annoverare anche il Tossett o Toppid ed il Turaw per le ampie viste che offrono, dalle quali si possono individuare tutto i punti più importanti della contea.

### Idrografia

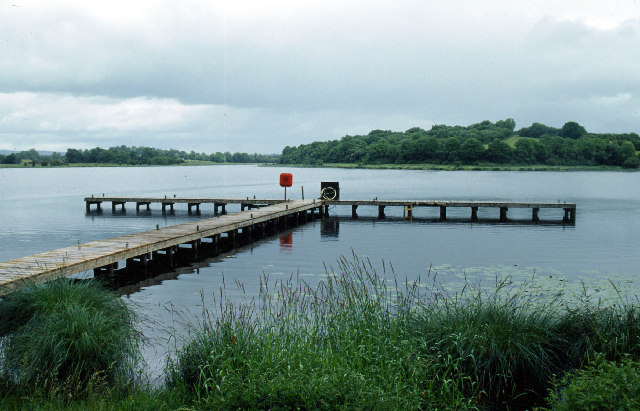
Upper Lough Erne

La principale caratteristica distintiva del Fermanagh è la notevole presenza di acqua, caratteristica che condivide con le vicine contee di Leitrim e Cavan con cui forma il cosiddetto Lake District d'Irlanda. Numerosi sono i detti scherzosi su queste contee: nel Fermanagh si suole dire che in estate il Lough Erne è in Fermanagh ed in inverno il Fermanagh è nel Lough Erne. Gran parte della nomea della contea è dovuta infatti alla presenza del bacino dell'Erne, uno dei fiumi più importanti d'Irlanda che nasce nel Cavan e attraversa longitudinalmente il territorio della contea uscendone a nord-ovest per sfociare a Ballyshannon, in Donegal. Nel suo percorso l'Erne, che è ampiamente navigabile, forma un vasto sistema di laghi, in particolare il Lough Erne, diviso in Upper e Lower. Il fiume a Belleek forma una pregevole cascata ottima per la pesca al salmone. I numerosi loughs della contea sono apprezzati per il numero di trote e lucci di notevoli dimensioni.

## Storia

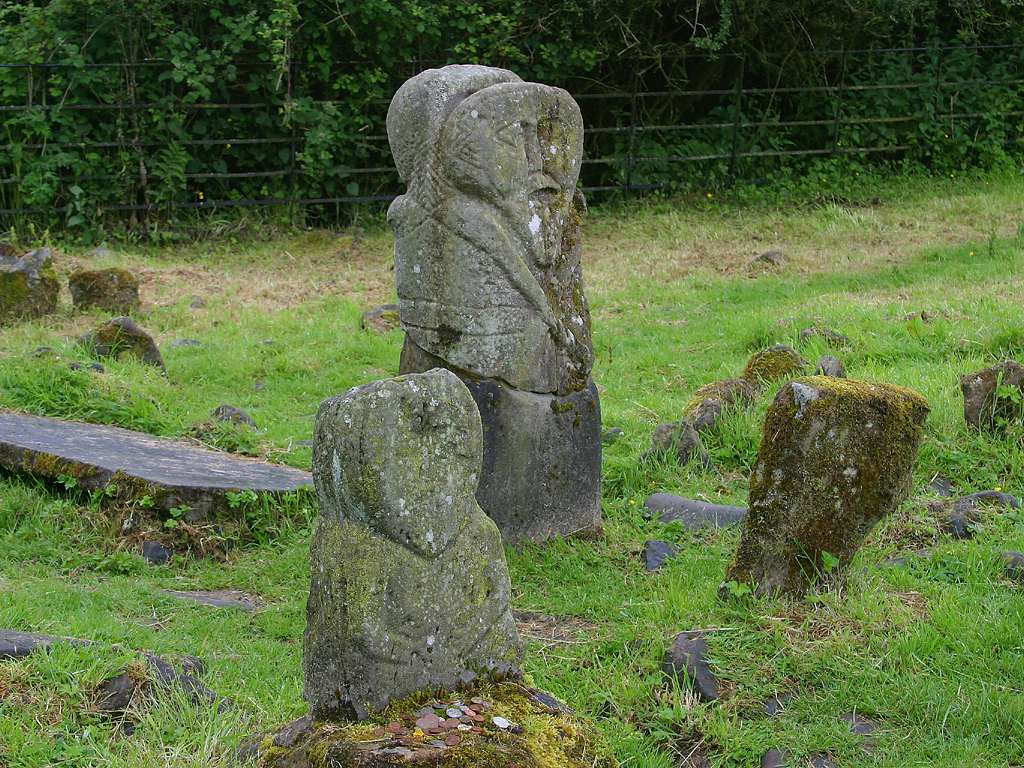
Gli idoli pagani di Boa Island

Le prime tracce della storia della contea possono essere rinvenute negli Annali dell'Ulster che trattano degli avvenimenti della provincia dal 431 al 1540 d.C., che furono scritti nella Belle Isle nel Lough Erne, vicino Lisbellaw.
La presenza di popolazioni sia preistoriche che celtiche è testimoniata dai numerosi siti rinvenibili nel territorio. Di particolare importanza sono le sculture a rilievo di White Island e soprattutto i due idoli pagani conservati nel cimitero di Caldragh su Boa Island, uno identificato come un rilievo precursore delle sheela na gig, l'altro con una misteriosa raffigurazione bifronte.
Il Fermanagh è stato per un periodo storico la roccaforte del clan Maguire e Donn Carrach Maguire (morto nel 1302) fu il capostipite della dinastia Maguire. Tuttavia a seguito della confisca di parte delle terre di Hugh Maguire, il Fermanagh fu diviso in maniera similare alle altre cinque contee dell'Ulster tra coloni scozzesi, inglesi e popolazioni irlandesi. Le baronie di Knockinny e Maghenaboy furono assegnate a signori scozzesi, quelle di Clankelly, Magherastephana e Lurg agli inglesi e Clanawley, Coole e Tyrkenned e servi e irlandesi. Le famiglie più potenti che beneficiarono maggiormente della sistemazione furono i Cole, Blennerhasset, Butler, Hume, and Dunbar.
Il Fermanagh divenne una contea su Statuto di Elisabetta I, ma fu soltanto dalla Plantation of Ulster che divenne attiva e civilmente funzionante.

## Economia

### Industria e turismo

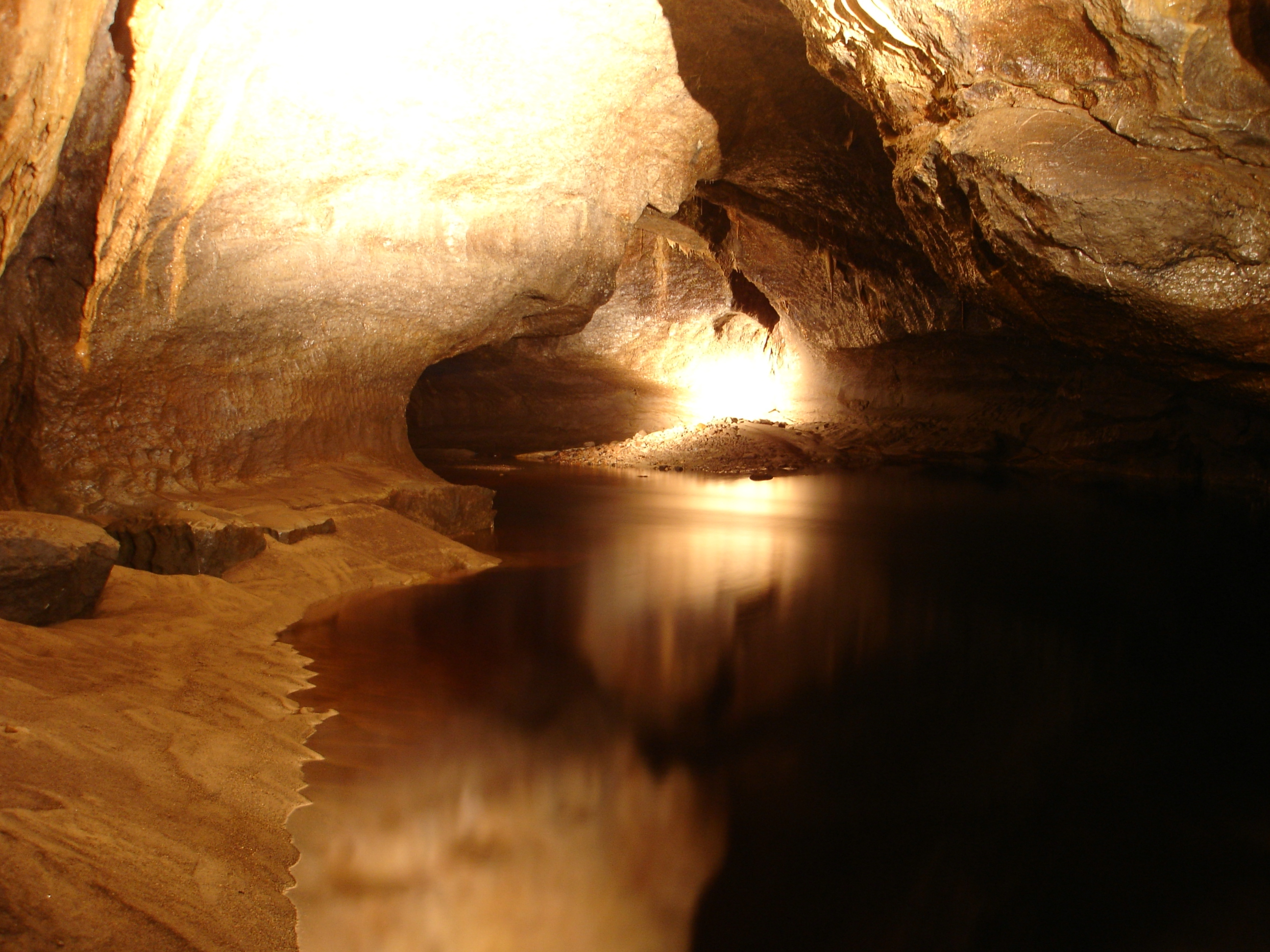
Le Marble Arch Caves

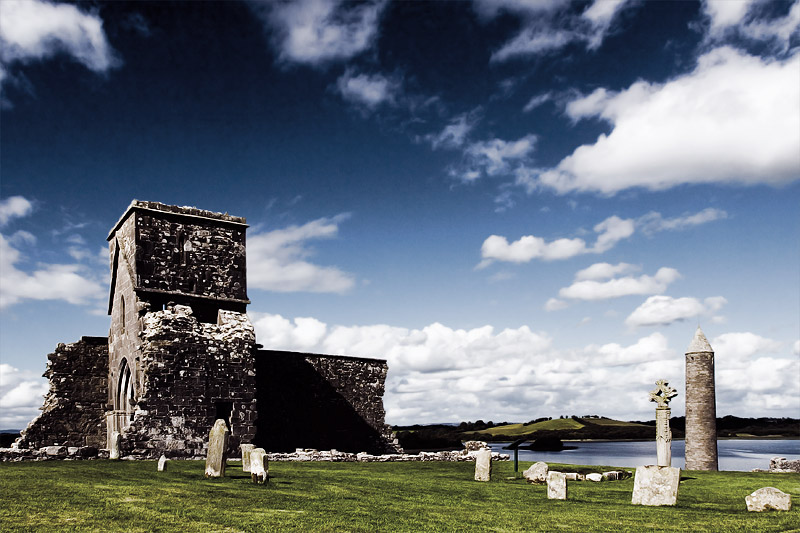
Il celebre sito monastico di Devenish Island

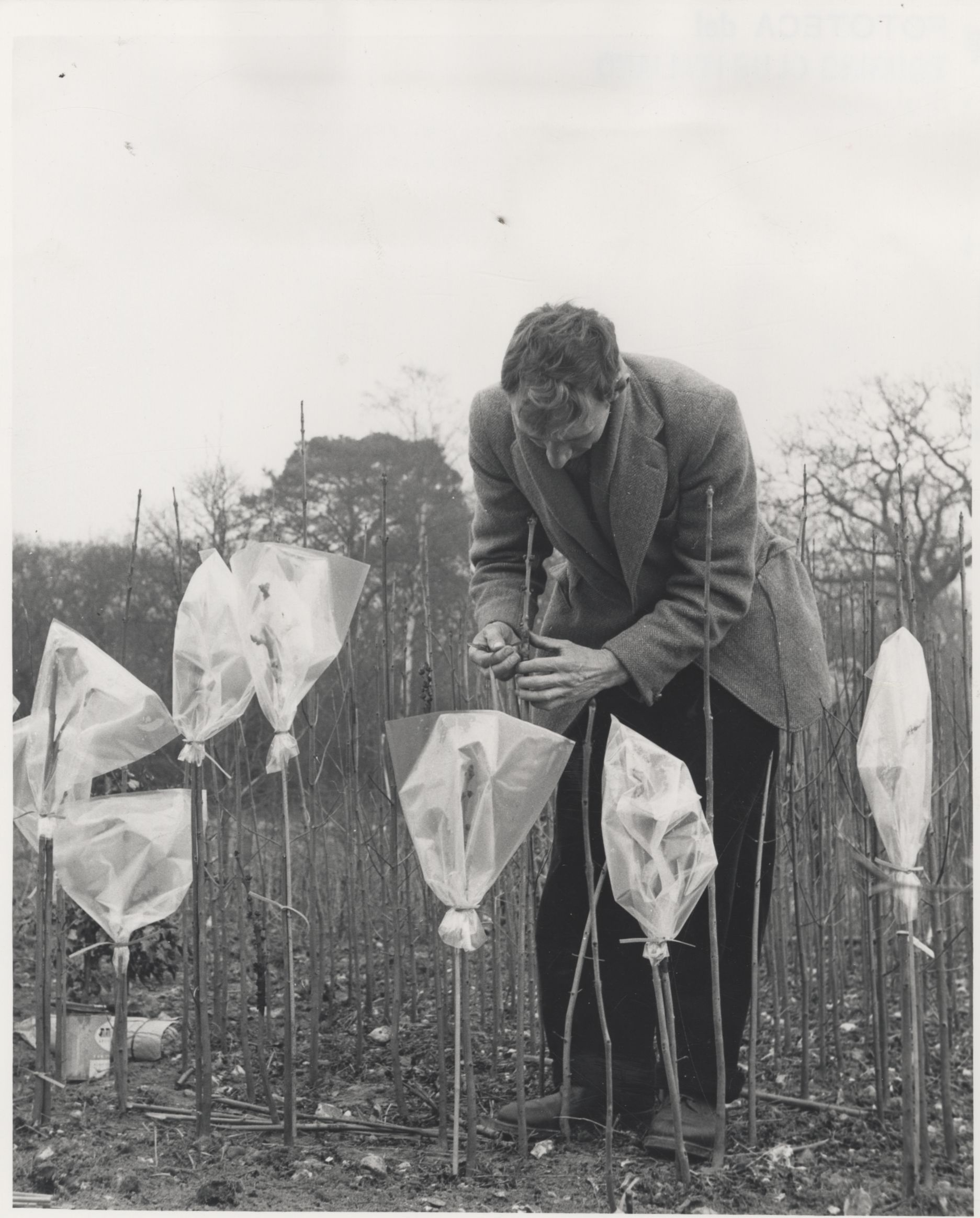
Coltivazione del frassino nella contea di Fermanagh nel 1959

Agricoltura e turismo sono i due pilastri dell'economia del Fermanagh, di per sé contea molto rurale. Le principali attività agricole concernono la coltura di cereali e l'allevamento di bovini, ovini, suini e pollame. Gran parte del territorio è adibito a pascolo più che per l'agricoltura.
Tra le principali attrazioni turistiche si annoverano:
- Enniskillen e relativi monumenti
- Belleek Pottery
- Castle Archdale
- Crom Estate
- Devenish Island
- Florence Court
- Lough Navar Forest Park
- Marble Arch Caves
- Boa Island

## Geografia antropica

### Suddivisioni amministrative

#### Cittadine
Centri abitati con almeno 10 000 abitanti:
- Enniskillen (county town)

#### Villaggi
- Ballinamallard
- Belcoo
- Bellanaleck
- Belleek
- Boho
- Brookeborough
- Derrygonnelly
- Derrylin
- Ederney
- Garrison
- Irvinestown
- Kesh
- Lisbellaw
- Lisnaskea
- Maguiresbridge
- Newtownbutler
- Rosslea
- Teemore
- Tempo